# Malá Poľana
Malá Poľana (in ungherese Kispolány) è un comune della Slovacchia facente parte del distretto di Stropkov, nella regione di Prešov.